# Виборчий округ 112
Виборчий округ 112 — виборчий округ в Луганській області, частина якого внаслідок збройної агресії на сході України тимчасово перебуває під контролем терористичного угруповання «Луганська народна республіка», а тому вибори в цій частині не проводяться. В сучасному вигляді був утворений 28 квітня 2012 постановою ЦВК №82 (до цього моменту існувала інша система виборчих округів). Окружна виборча комісія цього округу розташовується в будівлі Рубіжанського міського виконавчого комітету за адресою м. Рубіжне, пл. Володимирська, 2.
До складу округу входять міста Брянка, Голубівка і Рубіжне, частина міста Первомайськ (південно-східна частина міста), частина Попаснянського району (населені пункти Голубівка, Золоте, Гірське, Тошківка і Новотошківське і території навколо них). Виборчий округ 112 межує з округом 106 на заході, з округом 113 і округом 106 на північному заході, з округом 106 на півночі, з округом 113 на північному сході, з округом 114 і округом 106 на сході, з округом 108 на південному сході, з округом 107 на півдні та з округом 106 і округом 107 на південному заході. Виборчий округ №112 складається з виборчих дільниць під номерами 440738-440766, 440768-440787, 440981-440986, 440989-441003, 441005-441015, 441069-441091 та 441487.

## Народні депутати від округу
| Ім'я                           | Фото | Партія          | Скликання | Дата набуття повноважень | Дата припинення повноважень |
| ------------------------------ | ---- | --------------- | --------- | ------------------------ | --------------------------- |
| Іоффе Юлій Якович              |      | Партія регіонів | 7-ме      | 12 грудня 2012           | 27 листопада 2014           |
| Іоффе Юлій Якович              |      | самовисуванець  | 8-ме      | 27 листопада 2014        | 29 серпня 2019              |
| Вельможний Сергій Анатолійович |      | самовисуванець  | 9-те      | 29 серпня 2019           |                             |

## Результати виборів

### Парламентські

#### 2019
Кандидати-мажоритарники:
- Вельможний Сергій Анатолійович (самовисування)
- Чернецов Олександр Іванович (Опозиційна платформа — За життя)
- Місінкевич Ярослав Петрович (Слуга народу)
- Романовський Олександр Олександрович (Батьківщина)
- Іващенко В'ячеслав Сергійович (самовисування)
- Зеленський Сергій Олександрович (самовисування)
- Кладко Володимир Миколайович (Європейська Солідарність)
- Пронін Роман Олегович (самовисування)
- Васильєв Євгеній Анатолійович (самовисування)
- Бушко Наталія Михайлівна (самовисування)
- Юрчук Сергій Сергійович (самовисування)
- Мельник Віктор Іванович (самовисування)
- Томенко Роман Олександрович (самовисування)

#### 2014
Кандидати-мажоритарники:
- Іоффе Юлій Якович (самовисування)
- Романовський Олександр Олександрович (Батьківщина)
- Цибуля Юрій Геннадійович (самовисування)
- Гуславський Володимир Станіславович (самовисування)
- Філь Сергій Олександрович (Блок Петра Порошенка)
- Козюберда Костянтин Григорійович (самовисування)
- Бабенко Дмитро Володимирович (самовисування)
- Таранов Олексій Анатолійович (Радикальна партія)
- Ландік Володимир Іванович (самовисування)
- Морозов Геннадій Вікторович (Сильна Україна)
- Бережной Юрій Миколайович (самовисування)
- Боченко Неля Анатоліївна (самовисування)
- Калічак Павло Васильович (самовисування)
- Чаус Тарас Романович (самовисування)
- Бандура Леся Анатоліївна (самовисування)
- Козак Євгенія Олександрівна (самовисування)
- Марухняк Мар'яна Богданівна (самовисування)
- Тасюк Микола Валерійович (самовисування)
- Голєва Ганна Юріївна (самовисування)
- Урбанська Дар'я Владиславівна (самовисування)
- Якимчук Ірина Володимирівна (самовисування)
- Курінний Кирило Анатолійович (самовисування)
- Реброва Валентина Олександрівна (самовисування)
- Кондратюк Юрій Олександрович (самовисування)
- Ярмолюк Ілона Олександрівна (самовисування)
- Томенко Роман Олександрович (самовисування)
- Попова Ольга Миколаївна (самовисування)
- Мельник Віктор Іванович (самовисування)
- Ткаченко Віталій Олександрович (самовисування)
- Хижняк Ілля Андрійович (самовисування)
- Ніколаєнко Любов Федорівна (самовисування)
- Пелішенко Кирило Олегович (самовисування)
- Пляцун Олег Володимирович (самовисування)
- Чередніченко Сергій Олегович (самовисування)
- Квашук Олександр Іванович (самовисування)
- Толстоухова Наталія Вікторівна (самовисування)
- Касак Артем Андрійович (самовисування)
- Скнарь Юрій Іванович (самовисування)
- Труш Тетяна Петрівна (самовисування)
- Малюга Михайло Сергійович (самовисування)
- Сербенюк Юрій Миколайович (самовисування)
- Черненко Валентина Анатоліївна (самовисування)
- Савкін Євген Євгенович (самовисування)

#### 2012
Кандидати-мажоритарники:
- Іоффе Юлій Якович (Партія регіонів)
- Бухалов Олександр Юрійович (самовисування)
- Хохлов Юрій Миколайович (Комуністична партія України)
- Радченко Ігор Олександрович (Батьківщина)
- Козюберда Костянтин Григорійович (самовисування)
- Костєв Микола Михайлович (самовисування)
- Сінченко Сергій Григорович (самовисування)
- Бобошко Микола Михайлович (Рідна Вітчизна)
- Сичова Олена Іванівна (Народно-трудовий союз України)
- Клименко Дмитро Володимирович (самовисування)
- Біленький Олександр Юрійович (самовисування)

## Явка
Явка виборців на окрузі: